# Tatiana Thumbtzen
Tatiana Yvonne Thumbtzen, (Clearwater, Florida, 22 de abril de 1960) é uma atriz, modelo, dançarina e escritora norte-americana, ficou mais conhecida ao interpretar uma garota orgulhosa no video da música The Way You Make Me Feel de Michael Jackson. Ela também esteve presente em alguns shows de Michael durante o Bad World Tour.

## Biografia
Tatiana vem de origem de classe média, filha adotiva de O'Cain Thumbtzen, um diretor de escola primária e Evelyn Thumbtzen, uma professora de artes. Ela cresceu em Clearwater, em uma casa de estilo espanhol. Os pais biológicos de Tatiana vêm de origem Afro-Americana e Anglo-Cubana. Tatiana sofreu bulling durante sua infância na escola, muitas vezes, ela foi insultada por causa de sua aparência mestiça. Ela sempre teve um sonho de ser um bailarina e também o de conhecer os Jacksons, os quais se realizaram tempos depois.
Atualmente Tatiana faz trabalho humanitário e vive em Safety Harbor, Flórida.

## Carreira
Tatiana começou a dançar Balé com apenas oito anos de idade. Aos treze anos de idade, mudou-se para Nova Iorque onde se formou na Juilliard School of American Ballet com o coreógrafo George Balanchine, através de uma bolsa de estudos. Ela disse em uma entrevista que através da dança adquiriu um contrato para a modelagem. Sete anos depois, aos 19 anos, Tatiana foi trabalhar no Japão para iniciar sua carreira de modelo. De volta a Nova Iorque, Thumbtzen começou a trabalhar em um filme produzido por Harry Belafonte chamado Beat Street. Antes de se mudar para Los Angeles, no final 1986, ela começou a trabalhar em comerciais. Ela também trabalhou na impressão comercial. Um de seus primeiros trabalhos de impressão é uma campanha Billy Dean Williams LA.
Em 1987 foi escolhida para participar do vídeo de Jackson The Way You Make Me Feel. No vídeo ela faz o papel de uma jovem que Michael tenta seduzir. Participou de vários concertos, incluindo a turnê mundial Bad World Tour. Durante a turnê começou a pintar um clima entre Tatiana e Michael. Um dia depois de um show, Michael deu carona a Tatiana e ela revelou seu amor por ele. Assim, no dia 3 de março de 1988 Tatiana ligou para Michael combinando o beijo no palco, pois, ao terminar a canção, eles apenas se abraçavam. Então, na noite daquele dia Tatiana beijou Jackson no palco durante a canção The Way You Make Me Feel. Depois do show, no backstage, Miko Brando, filho de Marlon Brando que cuidava da imagem de Michael na época disparou agressões verbais e demitiu a modelo sem dar a ela a chance de se explicar. Após esse mal-entendido, ela foi substituída por Sheryl Crow, a qual era back vocal de Michael Jackson na turnê. Ela diz ter amado Michael de verdade, e ainda disse que provavelmente, Michael nunca soube o porquê ela foi demitida da turnê.

## Romance com Michael Jackson
Alguns biógrafos de Jackson sugeriram um romance entre ela e Jackson, e possivelmente muito mais. Mesmo que a mãe Jackson, confirmou rumores de um romance, Tatiana nega essa versão no livro que ela escreveu sobre sua história com o título The Way He Made Me Feel, falando sobre várias lembranças de Tatiana Thumbtzen e Michael Jackson. Porém, Tatiana sempre foi amiga da Família Jackson, foi convidada para o enterro de Michael Jackson, em setembro de 2009. Depois de tudo isso, continuou em contato com a Família de Michael e amiga de seus pais. Mas, não se sabe ao certo, se houve algum tipo de romance entre eles.

## Livros
Tatiana já escreveu dois livros, o primeiro intitulado The Way He Made Me Feel, neste livro ela fala um pouco sobre sua vida e sobre suas experiências em Hollywood. O título do livro é inspirado na música The Way You Make Me Feel de Michael Jackson, ela fala também um pouco sobre a experiência de trabalhar ao lado de Jackson, e conta como tudo começou e como tudo terminou. O livro foi lançado em 2005. No ano de 2010, Tatiana anunciou que iria lançar um novo livro, com o título de The King Of My Heart, neste livro, Tatiana fala como ela ficou após a morte de Jackson em Junho de 2009 e também, fala sobre seus sentimentos por ele. Ela também fala um pouco da experiência de ter trabalhado com Michael e de sua carreira artística. O livro foi lançado em 2011.

## Outras Aparições
Em 2012 participou do documentário Bad 25, em comemoração dos 25 anos do álbum Bad do cantor Michael Jackson.
Em 2005 falou como tudo tinha acontecido, em 2009 falou sobre a morte de Jackson, em 2010 no Especial Forever Michael, em Los Angeles, no aniversário de um ano da morte de Jackson, em 1988 e 1989, ela atuou no cinema no filme The Perfect Model e Identity Crisis ao lado de Mario Van Peebles, em 1990, ela participou de um episódio da série de televisão Um Maluco no Pedaço com Will Smith. Durante sua carreira de modelo, Tatiana fez várias capas de revista no Japão.